# Rik Torfs
Pour les articles homonymes, voir Torfs.
Henri Maria Dymphna André Laurent (Rik) Torfs, né à Turnhout le 16 octobre 1956 est un professeur de droit canon à la Katholieke Universiteit Leuven, personnage médiatique et homme politique belge flamand, membre du CD&V. En 2013 il a été élu recteur de la KU Leuven. Son mandat s'est achevé le 31 juillet 2017.

## Carrière politique
- Sénateur belge élu direct, depuis le 6 juillet 2010 et jusqu'en 2013.